# 安東尼·伯恩
安東尼·伯恩（Anthony Byrne，1962年12月1日—）是一位澳洲政治人物，他的黨籍是澳洲工黨。自1999年開始，他是霍爾特選區選出的澳大利亞眾議院的議員。